# Cloeodes barituensis
Cloeodes barituensis is een haft uit de familie Baetidae. De wetenschappelijke naam van de soort is voor het eerst geldig gepubliceerd in 2008 door Nieto & Richard.
De soort komt voor in het Neotropisch gebied.